# Kegelschnecken
Die Kegelschnecken (Conidae) sind räuberische Schnecken, die mit nur wenigen Ausnahmen in tropischen Meeren leben. Die rund 1000 Arten werden alle der Gattung Conus zugeordnet oder alternativ in 98 eigenständige Gattungen unterteilt, laut Philippe Bouchet (2015) aber in 8 rezente und 7 fossile Gattungen aufgeteilt, wobei etwa 760 Arten nach wie vor zur Gattung Conus gehören, die wiederum 57 Untergattungen umfasst.

## Merkmale
Die meist nachtaktiven Kegelschnecken sind durchweg Fleischfresser. Viele Arten verbergen sich tagsüber im Schlamm- oder Sandboden. Die meisten Arten wie etwa der Mittelmeerkegel im Mittelmeer, Conus cedonulli in der Karibik und die Schwarzweiße Kegelschnecke im Indopazifik fressen Borstenwürmer, andere wie der Marmorkegel und der Weberkegel im Indopazifik sind auf Weichtiere spezialisiert und ernähren sich von anderen Schnecken, vereinzelt – so der Hermelinschwanz in der Karibik und die Tiefseekegelschnecke Profundiconus smirnoides – auch von Kopffüßern. Wieder andere Arten, die besonders gefährliche Gifte produzieren, fressen Fische. Zur Jagd benutzen die meisten von ihnen wie die Streifen-Kegelschnecke und der Zauberkegel im Indopazifik und der Hermelinschwanz in der Karibik eine Harpune, die sich aus einem Zahn der Radula entwickelt hat. Der Landkartenkegel und der Tulpenkegel im Pazifik betäuben dagegen die Fische zunächst mit Insulin, bevor sie sie verschlucken und im Maul mit giftigen Radulazähnen stechen. Die Radula der Kegelschnecken hat an der Spitze einen einzigen, nadelspitzen Zahn, der hohl ist und mit einer Giftdrüse in Verbindung steht. In einer Tasche befinden sich Reservezähne, da die Harpune, die durch den Rüssel in die Beute „geschossen“ wird, verloren ist. Die meisten Arten sind auf bestimmte Beute spezialisiert. Die Kalifornische Kegelschnecke, als einzige Kegelschnecke an der nordamerikanischen Pazifikküste heimisch, hat dagegen ein breiteres Beutespektrum und frisst neben Borstenwürmern, Fischen und Schnecken auch Muscheln und Krebse.
Kegelschnecken sind getrenntgeschlechtlich.

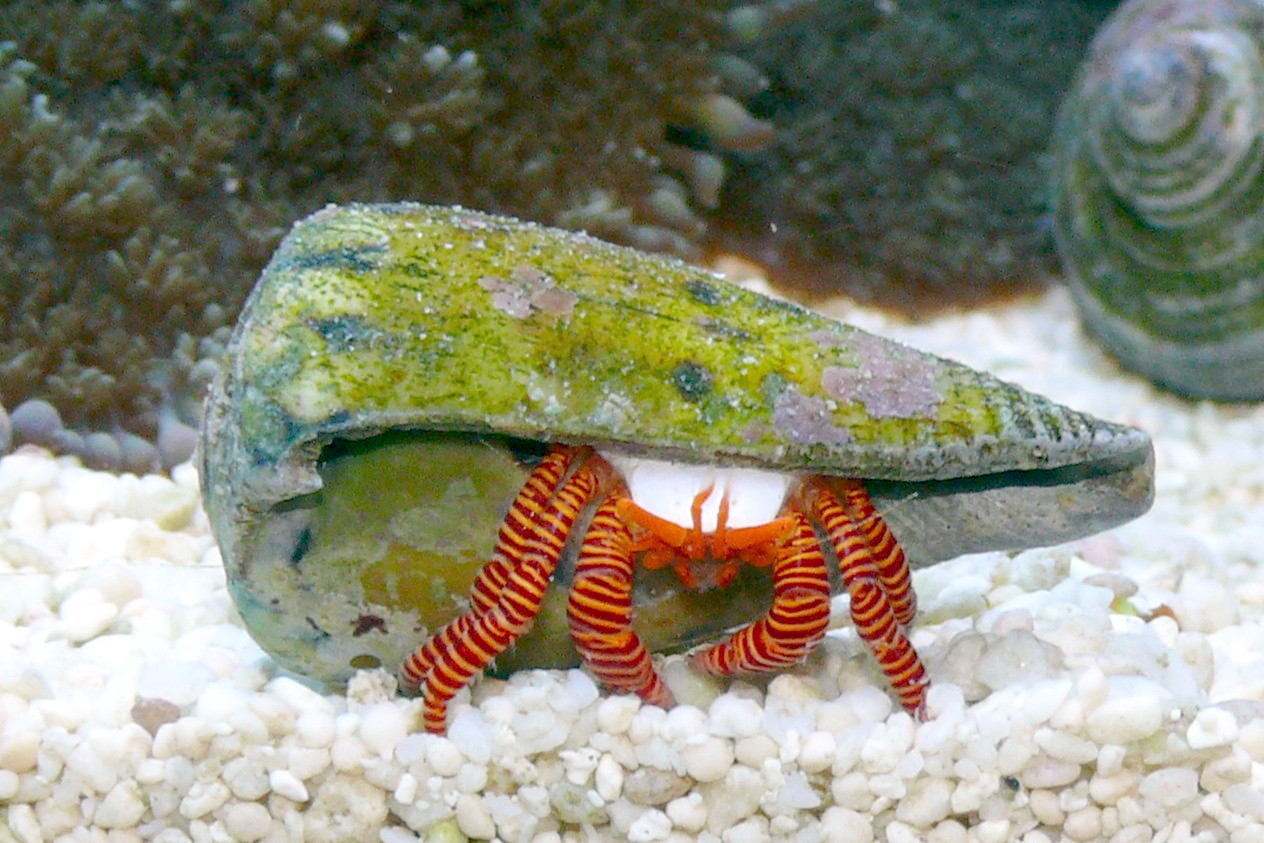
Der Einsiedlerkrebs Trizopagurus strigatus in einem veralgten Gehäuse von Conus mustelinus (alternativ auch Rhizoconus mustelinus genannt).

Der Einsiedlerkrebs Trizopagurus strigatus benutzt als erwachsenes Tier nur die Gehäuse von Kegelschnecken, um seinen weichen Hinterleib zu schützen. Sein Körper ist besonders abgeflacht, um in die schmalen Öffnungen der Kegelschneckengehäuse zu passen.

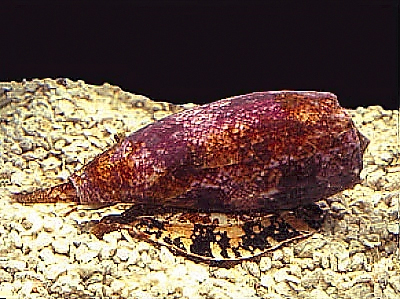
Lebender Landkartenkegel (Conus geographus, alternativ Gastridium geographus) mit ausgestrecktem Fuß und Siphon

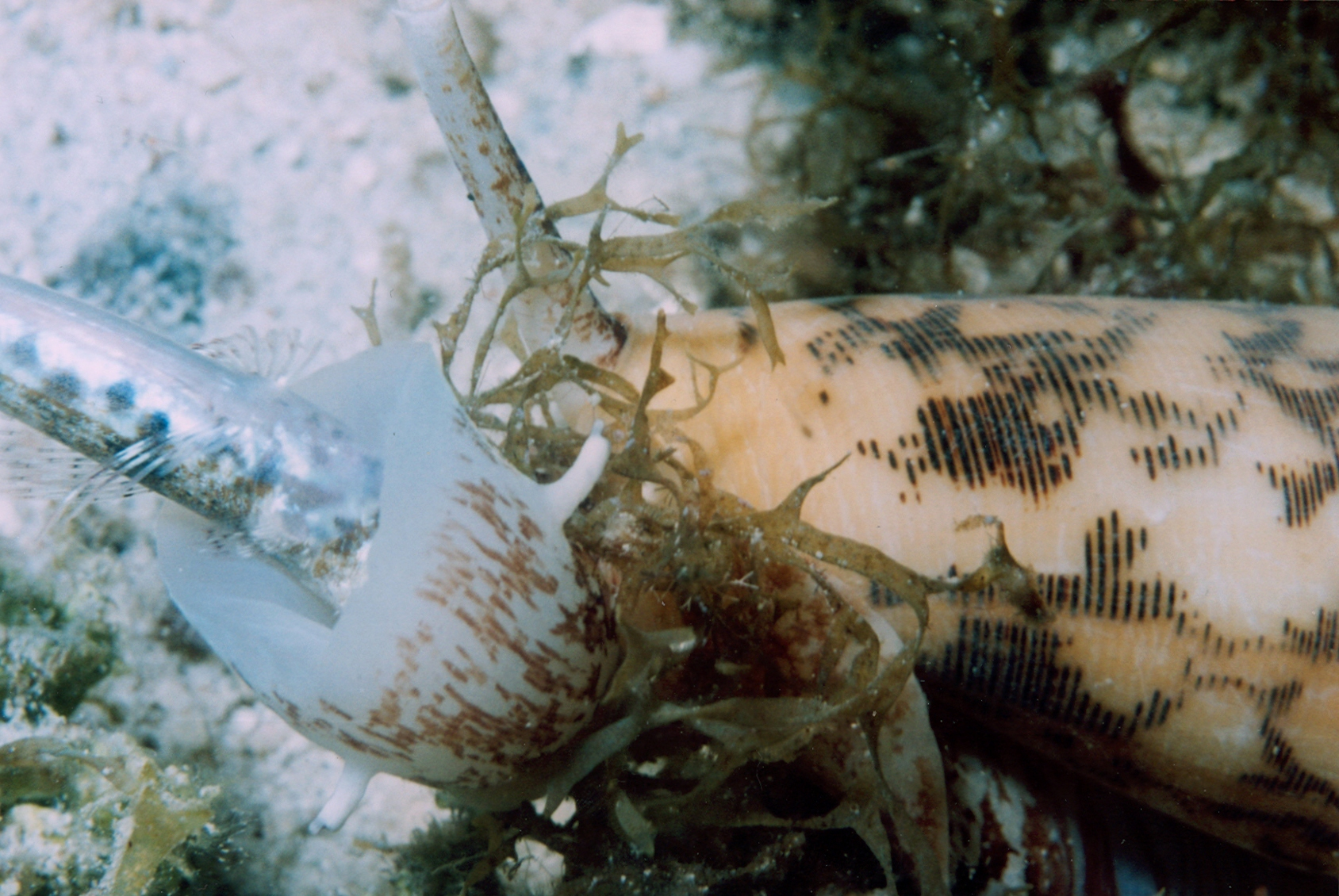
Conus striatus (alternativ Pionoconus striatus) beim Verzehren eines Fisches, bei Guam.

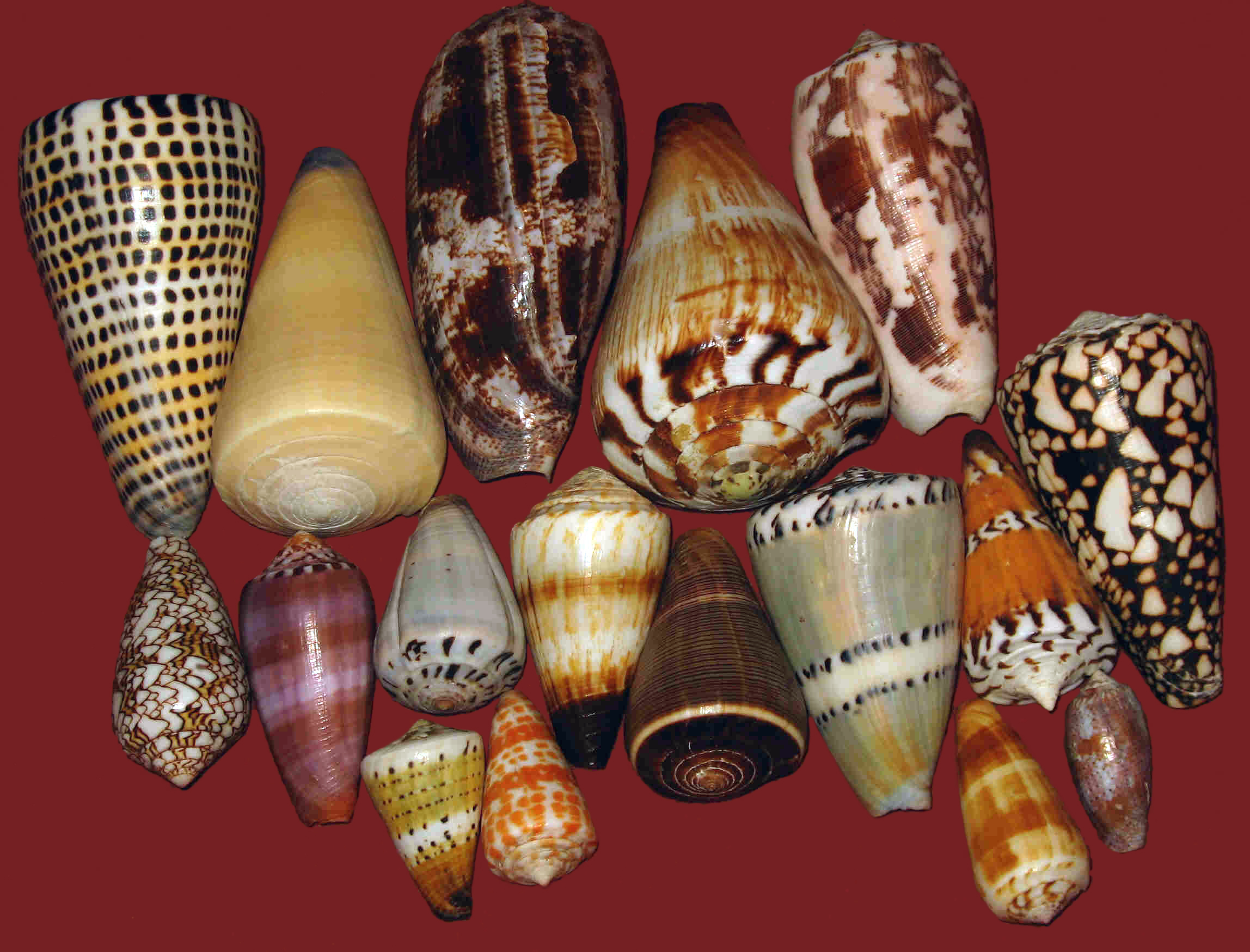
Vielfalt der Gehäuseformen innerhalb der Conidae

## Gift und Wirkung
Die Gifte der Kegelschnecken heißen Conotoxine und sind Nervengifte, die auch für den Menschen gefährlich sein können. Einige Arten können sogar tödlich sein. 1993 wurden 16 Todesfälle bekannt, von denen 12 auf Conus geographus zurückzuführen waren. Zwei tödliche Unfälle wurden von C. textile verursacht. Weitere gefährliche Kegelschnecken sind: C. aulicus, C. marmoreus, C. omaria, C.striatus und C. tulipa. Allgemein gelten die Toxine der Borstenwurm-Fresser als weniger gefährlich für den Menschen, während die Gifte der weichtier- und vor allem fischfressenden Arten zu schwereren Vergiftungen führen können. Dies liegt daran, dass der von der Schnecke getroffene vorbeischwimmende Fisch auf der Stelle tot sein muss – Schnecken sind langsam und können einen Fisch nicht noch mehrere hundert Meter weiterschwimmen lassen. Diese extrem giftigen Arten leben allerdings nicht im Flachwasser. Zu Tode kommen praktisch nur Taucher, die mit den Händen nach den Kegelschnecken greifen.
Jede Art produziert einen Gift-Cocktail von bis zu mehreren hundert Oligopeptiden, also kurzen Aminosäureketten. Von diesen gibt es mehrere Klassen, die auf unterschiedliche Weise wirken, etwa indem sie bestimmte Rezeptoren für Neurotransmitter an den Synapsen der Nervenzellen oder aber Ionenkanäle blockieren. Erst das Zusammenspiel mehrerer Giftkomponenten macht die Conotoxine so effektiv und gefährlich.
Antitoxine sind nicht bekannt. Opfer von Kegelschnecken können nur symptomatisch und intensivmedizinisch behandelt werden.

## Medizinische Wirkung
Ein Gift der Kegelschnecke Conus magus (alternativ Pionoconus magus) wird als Schmerzmittel (Analgetikum) eingesetzt.
Das Ziconotid ist ein Nichtopioid-Analgetikum, das sich wirksamer als bekannte Schmerzmittel erweist. Das Gift gilt als möglicher Ersatz für Morphin.

## Nutzung
Wegen ihrer schön gemusterten Gehäuse sind Kegelschnecken begehrte Sammlerobjekte. Gemeinsam mit den Kaurischnecken werden sie vermutlich am intensivsten für spezialisierte Sammler gesucht und gehandelt. Die wohl berühmteste Kegelschnecke ist der Conus gloriamaris (alternativ Cylinder gloriamaris). Obwohl schon 1777 beschrieben, waren bis in die 1950er Jahre nur zwei Dutzend Exemplare bekannt und die Gehäuse erzielten bis in die 1970er Jahre vierstellige Preise in US-Dollar. Inzwischen sind neue Habitate gefunden worden, und die Preise sind in den niedrigen dreistelligen Bereich gesunken. Weitere begehrte und teure Arten, die Conus gloriamaris ähneln, sind Conus bengalensis (alternativ Cylinder bengalensis), Conus milneedwardsi (alternativ Leptoconus milneedwardsi) und Conus excelsus (alternativ Turriconus excelsus).

## Systematik
Die Artenzusammensetzung der Familie änderte sich in den vergangenen Jahren mehrmals grundlegend.
Bouchet und Rocroi unterteilten die große Familie der Kegelschnecken 2005 in sieben Unterfamilien, von denen die meisten bei einer Revision im Jahr 2011 in den Familienrang erhoben wurden:
- Coninae, die heutigen Conidae im engeren Sinn
- Clathurellinae, 2011 aufgeteilt in Clathurellidae, Borsoniidae und Mitromorphidae, alle im Familienrang
- Conorbinae bilden nun die Familie Conorbidae
- Raphitominae wurden zur eigenständigen Familie Raphitomidae
- Mangeliinae und Oenopotinae bilden zusammen seit 2011 die Familie Mangeliidae
- Siphopsinae, eine ausschließlich fossil bekannte Unterfamilie

Das World Register of Marine Species listet laut einer Bearbeitung durch Philippe Bouchet 8 rezente und 7 fossile Gattungen, wobei etwa allein 760 Arten nach wie vor zur Gattung Conus gehören, die wiederum 57 Untergattungen umfasst, während Conasprella 149 meist rezente Arten hat. Grundlage hierfür bildet eine Systematik der Familie Conidae, die 2015 von Puillandre, Duda, Meyer, Olivera und Bouchet mit zunächst vier Gattungen aufgestellt wurde und laut der ein Großteil der Arten – rund 85 % – weiterhin zu Gattung Conus mit 57 Untergattungen gehören, dazu aber Conasprella mit 11 Untergattungen und Profundiconus mit jeweils einem Dutzend Arten sowie der monotypische Californiconus kommen:
- Californiconus J. K. Tucker & Tenorio, 2009
- Conasprella Thiele, 1929
- Conilithes Swainson, 1840 †
- Contraconus Olsson & Harbison, 1953 †
- Conus Linnaeus, 1758
- Eoconus J. K. Tucker & Tenorio, 2009 †
- Hemiconus Cossmann, 1889 †
- Herndliconus Petuch & Drolshagen, 2015 †
- Kenyonia Brazier, 1896
- Lilliconus G. Raybaudi Massilia, 1994
- Malagasyconus Monnier & Tenorio, 2015
- Papilliconus Tracey & Craig, 2017 †
- Profundiconus Kuroda, 1956
- Pygmaeconus Puillandre & Tenorio, 2017
- Tequestaconus Petuch & Drolshagen, 2015 †

Nach einer alternativen Systematik wurden im World Register of Marine Species 98 Gattungen mit insgesamt 760 Arten in der Familie der Kegelschnecken im engeren Sinn gelistet. Die Neueinteilung in Gattungen entspricht zu großen Teilen der Arbeit von Tucker & Tenorio aus dem Jahr 2009. Weil diese Aufteilung in Gattungen nicht gesichert ist, werden alternativ dazu alle Arten oder ein Großteil der Arten der Familie der Kegelschnecken in die Gattung Conus gestellt.
Stand: 15. März 2015
| - Afonsoconus Tucker & Tenorio, 2013 - Africonus Petuch, 1975 - Arubaconus Petuch, 2013 - Asprella Schaufuss, 1869 - Atlanticonus Petuch & Sargent, 2012 - Attenuiconus Petuch, 2013 - Austroconus Tucker & Tenorio, 2009 - Bermudaconus Petuch, 2013 - Brasiliconus Petuch, 2013 - Calamiconus Tucker & Tenorio, 2009 - Calibanus da Motta, 1991 - Californiconus Tucker & Tenorio, 2009 - Chelyconus Mörch, 1852 - Conasprella Thiele, 1929 - Conasprelloides Tucker & Tenorio, 2009 - Conilithes Swainson, 1840 † - Continuconus Tucker & Tenorio, 2013 - Conus Linnaeus, 1758 - Cylinder Montfort, 1810 - Darioconus Iredale, 1930 - Dauciconus Cotton, 1945 - Dendroconus Swainson, 1840 - Ductoconus da Motta, 1991 - Dyraspis Iredale, 1949 - Elisaconus Tucker & Tenorio, 2013 - Embrikena Iredale, 1937 - Eremiconus Tucker & Tenorio, 2009 - Eugeniconus da Motta, 1991 - Floraconus Iredale, 1930 - Fraterconus Tucker & Tenorio, 2013 - Fulgiconus da Motta, 1991 - Gastridium Modeer, 1793 - Genuanoconus Tucker & Tenorio, 2009 - Gladioconus Tucker & Tenorio, 2009 - Gradiconus da Motta, 1991 - Graphiconus da Motta, 1991 - Harmoniconus da Motta, 1991 - Hermes Montfort, 1810 - Isoconus Tucker & Tenorio, 2013 - Kalloconus da Motta, 1991 - Kellyconus Petuch, 2013 - Kenyonia Brazier, 1896 - Ketyconus da Motta, 1991 - Kioconus da Motta, 1991 - Klemaeconus Tucker & Tenorio, 2013 - Kurodaconus Shikama & Habe, 1968 - Lamniconus da Motta, 1991 - Lautoconus Monterosato, 1923 - Leporiconus Iredale, 1930 | - Leptoconus Swainson, 1840 - Lindaconus Petuch, 2002 - Lithoconus Mörch, 1852 - Lividoconus Wils, 1970 - Malagasyconus Monnier & Tenorio, 2015 - Miliariconus Tucker & Tenorio, 2009 - Mitraconus Tucker & Tenorio, 2013 - Monteiroconus da Motta, 1991 - Nataliconus Tucker & Tenorio, 2009 - Nimboconus Tucker & Tenorio, 2013 - Nitidoconus Tucker & Tenorio, 2013 - Papyriconus Tucker & Tenorio, 2013 - Phasmoconus Mörch, 1852 - Pionoconus Mörch, 1852 - Plicaustraconus Moolenbeek, 2008 - Poremskiconus Petuch, 2013 - Profundiconus Kuroda, 1956 - Protostrioconus Tucker & Tenorio, 2009 - Pseudohermes Tucker & Tenorio, 2013 - Pseudolilliconus Tucker & Tenorio, 2009 - Pseudonoduloconus Tucker & Tenorio, 2009 - Pseudopterygia Tucker & Tenorio, 2013 - Puncticulis Swainson, 1840 - Purpuriconus da Motta, 1991 - Pyruconus Olsson, 1967 - Quasiconus Tucker & Tenorio, 2009 - Rhizoconus Mörch, 1852 - Rhombiconus Tucker & Tenorio, 2009 - Rolaniconus Tucker & Tenorio, 2009 - Rubroconus Tucker & Tenorio, 2013 - Sandericonus Petuch, 2013 - Sciteconus da Motta, 1991 - Seminoleconus Petuch, 2003 - Splinoconus da Motta, 1991 - Stellaconus Tucker & Tenorio, 2009 - Stephanoconus Mörch, 1852 - Strategoconus da Motta, 1991 - Taranteconus Azuma, 1972 - Tenorioconus Petuch & Drolshagen, 2011 - Tesselliconus da Motta, 1991 - Textilia Swainson, 1840 - Thalassiconus Tucker & Tenorio, 2013 - Trovaoconus Tucker & Tenorio, 2009 - Tuckericonus Petuch, 2013 - Turriconus Shikama & Habe, 1968 - Varioconus da Motta, 1991 - Virgiconus Cotton, 1945 - Virroconus Iredale, 1930 - Vituliconus da Motta, 1991 |

Die Gattung Mitrolumna Bucquoy, Dautzenberg & Dollfus, 1883 ist nun eine Untergattung der Gattung Mitromorpha Carpenter, 1865, die mittlerweile die nominotypische Gattung der Familie Mitromorphidae ist. Mangelia Risso, 1826, ebenfalls zuvor in die Familie der Kegelschnecken eingereiht, wurde zur nominotypischen Gattung der Familie Mangeliidae, Clathurella Carpenter, 1857 ist jetzt die Typusgattung der Familie Clathurellidae.